# Formica globiventris
Formica globiventris är en myrart som beskrevs av Oswald Heer 1850. Formica globiventris ingår i släktet Formica och familjen myror. Inga underarter finns listade i Catalogue of Life.